# Ptochomyia cummingae
Ptochomyia cummingae är en tvåvingeart som beskrevs av Ronald Henry Lambert Disney 1993. Ptochomyia cummingae ingår i släktet Ptochomyia och familjen puckelflugor.
Artens utbredningsområde är Zimbabwe. Inga underarter finns listade i Catalogue of Life.